# Dawsonville (Geórgia)
Dawsonville é uma cidade localizada no estado americano de Geórgia, no Condado de Dawson.

## Demografia
Segundo o censo americano de 2000, a sua população era de 619 habitantes.
Em 2006, foi estimada uma população de 1186, um aumento de 567 (91.6%).

## Geografia
De acordo com o United States Census Bureau tem uma área de
5,0 km², dos quais 5,0 km² cobertos por terra e 0,0 km² cobertos por água. Dawsonville localiza-se a aproximadamente 330 m acima do nível do mar.

## Localidades na vizinhança
O diagrama seguinte representa as localidades num raio de 32 km ao redor de Dawsonville.